# Tiago Pereira
Tiago César Moreira Pereira (Trofa, 4 luglio 1975) è un ex calciatore portoghese, di ruolo centrocampista.

## Palmarès

### Club

#### Competizioni nazionali
- Campionato portoghese: 1

Porto: 2002-2003
- Coppa di Portogallo: 1

Porto: 2002-2003

#### Competizioni internazionali
- Coppa UEFA: 1

Porto: 2002-2003
- Coppa Intertoto UEFA: 1

União Leiria: 2007